# Carlos de Andrés
Carlos de Andrés Perdiguer (Barcelona, 21 de septiembre de 1965) es un periodista deportivo y director del canal deportivo Teledeporte de 2008 a 2020, habitual en las retransmisiones de carreras ciclistas de Televisión Española.

## Biografía
Comenzó a colaborar entrevistando y comentando las carreras ciclistas desde la moto y en la línea de meta a finales de los ochenta. A partir del año 2000, tras la muerte de Pedro González pasó a la posición de comentarista, haciendo prácticamente toda la temporada, hasta que desde 2005 sólo comenta Giro, Tour, Vuelta y Campeonato del Mundo, aunque no comentó los mundiales de Mendrisio en 2009. A partir del año 2008, en Teledeporte (y debido principalmente a la pérdida de derechos deportivos de TVE) ha podido volver a comentar pruebas como la Flecha Valona, la París-Roubaix o los Tres días de La Panne.
En los últimos años, los telespectadores han podido interactuar con los presentadores gracias a preguntas colgadas en la web de RTVE y a través de las redes sociales.

## Otros datos
- El 8 de julio de 2006, recibió de parte de Óscar Pereiro la petición de que cantara la canción Cadillac solitario de Loquillo y los Trogloditas. Le contestó que lo haría cuando ganara el Tour (pensando en ello como algo prácticamente imposible), cosa que finalmente ocurrió,[4] y que por tanto le obligaba moralmente a hacerlo y lo hizo.[cita requerida]
- El 15 de septiembre de 2013, durante los actos protocolarios con las autoridades de Leganés, municipio que albergó la salida de la última etapa de la edición de la Vuelta a España 2013, se le hizo entrega de una placa-figura para conmemorar su 26.ª participación en la ronda española como comentarista.